# Гадсон (Техас)
Гадсон (англ. Hudson) — місто (англ. city) в США, в окрузі Анджеліна штату Техас. Населення — 4849 осіб (2020).

## Географія
Гадсон розташований за координатами 31°19′9″ пн. ш. 94°47′5″ зх. д. / 31.31917° пн. ш. 94.78472° зх. д. (31.319158, -94.784737).  За даними Бюро перепису населення США в 2010 році місто мало площу 13,25 км², з яких 13,15 км² — суходіл та 0,10 км² — водойми.

## Демографія
Згідно з переписом 2010 року, у місті мешкала 4731 особа в 1597 домогосподарствах у складі 1232 родин. Густота населення становила 357 осіб/км².  Було 1710 помешкань (129/км²).
Расовий склад населення:
| - 77,8 % — білих - 5,4 % — чорних або афроамериканців - 1,2 % — азіатів - 1,1 % — корінних американців - 12,6 % — осіб інших рас |

До двох чи більше рас належало 1,9 %. Частка іспаномовних становила 23,3 % від усіх жителів.
За віковим діапазоном населення розподілялося таким чином: 32,3 % — особи молодші 18 років, 58,0 % — особи у віці 18—64 років, 9,7 % — особи у віці 65 років та старші. Медіана віку мешканця становила 31,0 року. На 100 осіб жіночої статі у місті припадало 91,8 чоловіків;  на 100 жінок у віці від 18 років та старших — 88,8 чоловіків також старших 18 років.
Середній дохід на одне домашнє господарство  становив 48 258 доларів США (медіана — 34 570), а середній дохід на одну сім'ю — 51 496 доларів (медіана — 36 364). Медіана доходів становила 36 250 доларів для чоловіків та 27 199 доларів для жінок. За межею бідності перебувало 23,8 % осіб, у тому числі 26,9 % дітей у віці до 18 років та 31,8 % осіб у віці 65 років та старших.
Цивільне працевлаштоване населення становило 1834 особи. Основні галузі зайнятості: освіта, охорона здоров'я та соціальна допомога — 21,3 %, виробництво — 19,8 %, роздрібна торгівля — 9,4 %, мистецтво, розваги та відпочинок — 9,3 %.